# Simone Frasca

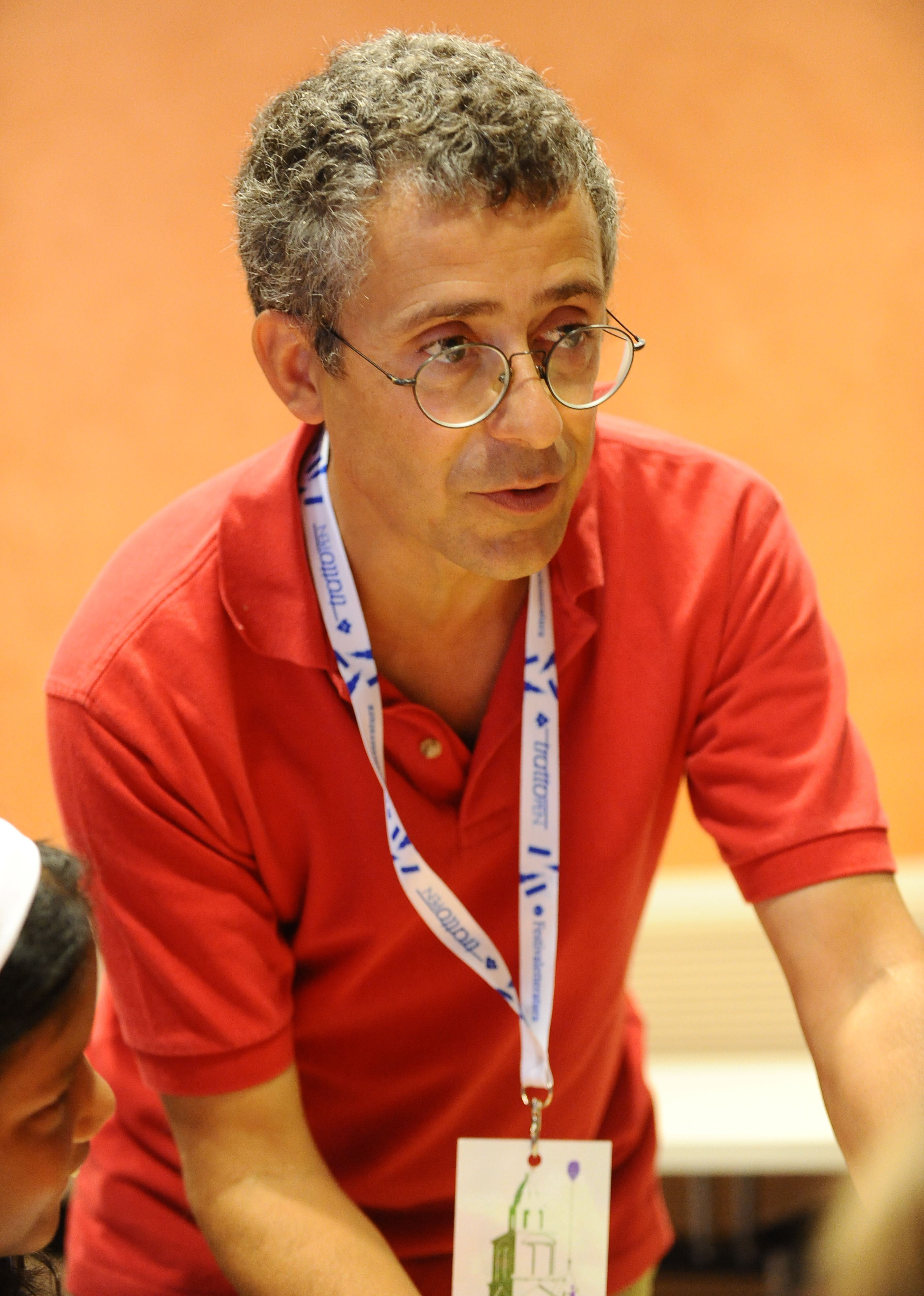
Simone Frasca

Simone Frasca (Firenze, 26 maggio 1961) è un illustratore e scrittore italiano di libri per bambini.

## Biografia
Nato a Firenze, vive ormai da molti anni a Sesto Fiorentino.
Scrittore e illustratore di libri per l'infanzia, ha pubblicato con tutte le principali case editrici italiane.
Il suo personaggio più conosciuto, Bruno lo Zozzo (Piemme) è stato adottato come mascotte dall'Ospedale Pediatrico Meyer di Firenze.

## Opere
Libri di cui Frasca è sia autore che illustratore:
- Minaccia dallo spazio, Fatatrac, 1991
- Bruno lo zozzo, Piemme, 1995
- Renato e la TV dei pirati, Piemme, 1997
- Clara nella nebbia, E.Elle, 1997
- Bruno lo zozzo e la dieta mostruosa, Piemme, 1998
- Parla Rodrigo!, Feltrinelli, 1999
- Ma dov'è il carnevale?, Piemme, 2000
- Bruno lo Zozzo e il Megapanettonesauro, Piemme, 2002
- Bruno lo Zozzo e l'invasione degli amici invisibili, Piemme, 2005
- Sono nato così!, Giunti, 2006
- I facoceri fanno le..., Piemme, 2008
- Bruno lo Zozzoin ospedale, Piemme, 2011
- Doccino Tante Storie Prìncipi e Princìpi, 2012
- Sono allergico ai draghi, Mondadori, 2013
- La scuola della foresta, Mondadori, 2013
- La scuola della foresta:Chi manca all'appello?, Mondadori, 2014
- Il Fato Mannaro, Piemme, 2015
- Sofia Tantepaure, Piemme, 2020
- Sofia Tantepaure:Dolcetto o morsetto? Piemme, 2020
- Benvenuti nella scuola della foresta, Mondadori, 2021
- Paco Cuor di porcello, Mondadori, 2021
- Beniamino, il libro che diventò un gatto, Gribaudo,  2021
- I draghi non esistono, Latemar MontagnaAnimata, 2021
- Clara nella nebbia, Giunti, 2022
- Niko e il drago, Latemar MontagnaAnimata, 2023
- Zia Natale, Piemme, 2023

Libri di cui è illustratore:
- Il principe e la costituzione., E.L., 2009
- Orchetto smemorato III., E.L., 2009
- Il Teatro delle ore., Piemme, 2009.
- ‘Pirati dappertutto., Mondadori Educational, 2009
- Il vascello camaleonte. Capitan Fox., Dami, 2009.
- Verticali e batticuore., Edt/Giralangolo, 2009.
- La maledizione del lupo marrano., Lapis, 2008
- All’arrembaggio. Capitan Fox., Dami, 2009.
- Prima un bianco, poi un rosso. Ovvero: la storia di Gustavo Incantatore di serpenti., Nord-Sud, 2008
- Flambus Green., Piemme, 2008.
- Gatti al volante., Piemme, 2008.
- Fossili e ossa di dinosauro., Edt/Giralangolo, 2008.
- Tartarughe e bacche rosse., Edt/Giralangolo, 2008.
- Palloni e pianetti., Edt/Giralangolo, 2008.
- Capitan Fox. “Il mostro sotterraneo”., Dami Editore, 2007
- Il lunedì scomparso., Piemme, 2007.
- Fughe e fantasmi., Edt/Giralangolo, 2007.
- Girasoli e giratutti., Edt/Giralangolo, 2007.
- Capitan Fox. Il pirata delle nebbie., Dami Editore, 2007
- Pericoli e pecore. Cerchi un cinghiale e trovi le coccole, Edt/Giralangolo, 2007
- Amore e Pidocchi. Un museo che ti rimane in testa., Edt/Giralangolo, 2007
- In perfetto equilibrio. Pensiero e azione per un corpo intelligente., Casa editrice g. D'Anna, 2007
- Sette storie di troll., Einaudi Ragazzi, 2007
- Double Dragon trouble, Piemme/Random House España. 2007
- Il lunedì scomparso., Piemme, 2006
- Una cotta alla vaniglia, Giunti Junior, 2006
- Gli sporcaccioni e la maga rapita., Piemme, 2006
- Le stagioni, Giunti, 2006
- Forme e colori, Giunti, 2006
- Johnny Casanova, Giunti Junior, 2005
- Romolo e Remo., Carthusia, 2004
- Draculicchio e la Scuola dei Vampiri., Piemme, 2004
- Io scopro con Baco Gigi. Gli animali della fattoria., Giunti Kids, 2004
- Io scopro con Baco Gigi. Il mio corpo., Giunti Kids, 2004
- La squadra dei bignè., Giunti Junior, 2003
- Lezione n.1 Come trovare un drago nel pagliaio, Piemme, 2003
- Lezione n. 2. Non dire Drago se non ce l’hai nel sacco, Piemme, 2003
- Lezione n.3 Chi trova un drago trova un tesoro, Piemme, 2003
- Lezione n.4 Drago che abbaia non dorme, Piemme, 2003
- Il Baco Gigi,Giunti, 2002
- L’ultimo degli Sporcaccioni, Piemme, 2002
- Quattro, campione del mondo, Emme ed., 2002
- Due Fratelli, La Biblioteca, 2002
- Ragazzi di strada, La Biblioteca, 2002
- I pirati del galeone giallo, E.Elle, 2001
- Aiuto, un topo in trappola, Emme Edizioni, 2001
- Maestri pazzi, Capitello, 2000
- L’orchetto smemorato, Emme ed, 2000
- Gottardo e il cavaliere, B.Mondadori, 2000
- Storie dell’Africa orientale, Loggia de'Lanzi, 1999
- La guerra degli sporcaccioni, Piemme, 1999
- Il mostro mangiatutto, E.Elle, 1998
- Il cioccolatino che non voleva essere mangiato, Capitello, 1998
- Grande, Grosso e Giuggiolone, Capitello, 1998
- Uno, due, tre e...quattro, Emme ed., 1998
- Le Nuvole Drago, Capitello, 1997
- Il ritorno del Marchese di Carabà, Piemme, 1997
- Guidone Mangiaterra e gli Sporcaccioni, Piemme, 1996.

Dal 2016 ha iniziato a scrivere a quattro mani con Sara Marconi. Al momento sono uscite due serie, una per Giunti (I Mitici Sei) e una per Raffaello (Agenzia Enigmi).
MITICI SEI
- I Mitici Sei - L'isola di Circe, Giunti 2016
- I Mitici Sei - Il segreto delle sirene, Giunti 2016
- I Mitici Sei - Il viaggio di Argo, Giunti 2016
- I Mitici Sei - M come Mandragora?, Giunti 2016
- I Mitici Sei - Il mistero di Licaone, Giunti 2017
- I Mitici Sei - L'ira del Collezionista, Giunti 2017
- Mostri leggendari e creature mitologiche. I mitici sei, Giunti 2019

AGENZIA ENIGMI
- Agenzia Enigmi - L'abissale città di Atlantide, Raffaello 2019
- Agenzia Enigmi - L'ingannevole Piramide di Cheope, Raffaello 2019
- Agenzia Enigmi - La sorprendente Isola di Pasqua, Raffaello 2020
- Agenzia Enigmi - L'introvabile regno di Eldorado, Raffaello 2020